# Marie Bohlen
Marie Bohlen, de soltera Nonnast, (Pensilvania, 4 de julio de 1924-Courtenay, 5 de enero de 2014) fue una ilustradora de la naturaleza, pacifista estadounidense y una de las fundadoras de la organización medioambiental Greenpeace.

## Trayectoria
Desde joven mostró un interés por la naturaleza, convirtiéndose en una reconocida ilustradora de libros de naturaleza y publicaciones infantiles. Su libro North American Birds publicado en 1963, que incluyó 300 dibujos a todo color, fue aclamado por críticos de arte y publicado por la revista Women’s Day Magazine. Era miembro del Sierra Club y compartía su dedicación a la causa pacifista como parte de la organización medioambiental Sociedad Religiosa de los Amigos, cuyos miembros eran conocidos como cuáqueros. En 1958, durante una manifestación por la paz en Filadelfia, conoció al ambientalista canadiense Jim Bohlen, con quien se casó posteriormente. Ella le introdujo en el Sierra Club y en la comunidad cuáquera, lo que marcó el inicio de un compromiso conjunto con el activismo.
En 1967, cuando su hijo Paul y Lance, el hijo de Jim, alcanzaron la edad para ser reclutados por el ejército de los Estados Unidos, la familia decidió emigrar a Vancouver, en Canadá, para evitar que sus hijos fueran a la guerra de Vietnam. Allí conocieron a Dorothy e Irving Stowe, con quienes cofundaron el movimiento Don’t Make a Wave Committee, en protesta contra las pruebas nucleares que Estados Unidos llevaban a cabo en el archipiélago de Amchitka en Alaska. Esta iniciativa fue precursora de lo que más tarde se convertiría en Greenpeace.
En febrero de 1970, mientras debatían cómo detener las pruebas nucleares en Alaska, Marie propuso la idea de navegar en un barco hasta la zona de pruebas para confrontar directamente las detonaciones nucleares. Esta idea se convirtió en la primera campaña de Greenpeace. Para recaudar los fondos del viaje organizaron en Vancouver el concierto Amchitka, con la cantautora Joni Mitchell y los cantautores James Taylor y Phil Ochs. Aunque inicialmente tenía la intención de participar en la expedición, Marie se quedó en Vancouver apoyando la misión desde tierra junto a otras mujeres que fundaron Greenpeace con ella:Dorothy Stowe, Dorothy Metcalfe y Zoe Hunter.

El barco Phyllis Cormack, que zarpó como parte de esta primera acción, estaba tripulado únicamente por hombres, algo que Bob Hunter, otro miembro fundador de Greenpeace y primer presidente de la organización, reconoció más tarde como un error en su libro Viaje a Amchitka. La odisea medioambiental del Greenpeace, lamentando la falta de representación femenina en esa primera expedición.
«...éramos todo hombres, a pesar de lo mucho que nos llenábamos la boca de liberación e igualdad en la New Age. Este era un asunto delicado, porque varias mujeres se habían pasado meses consiguiendo fondos y preparando el viaje; de hecho, la idea de la expedición la había tenido Marie Bohlen. El primer viaje del Greenpeace estaba destinado a ser tan macho, como el sistema militar contra el que luchábamos.»
Marie y Jim Bohlen vivieron en la Isla Denman, en Canadá, en una innovadora casa geodésica autosuficiente, años antes de que este tipo de construcciones fueran comunes. Ambos fueron conocidos por su estilo de vida sostenible y su dedicación a la justicia social. Marie falleció el 5 de enero de 2014 a los 89 años en su hogar de Courtenay, Canadá, cuatro años después del fallecimiento de Jim en 2010. Dejó un legado que combina arte, activismo y pacifismo, contribuyendo a la fundación de una de las organizaciones medioambientales más influyentes del mundo.

## Obra
- 1969 – North American Birds. ISBN 013623769X[15]

## Reconocimientos
Con motivo del 50.º aniversario de Greenpeace, el equipo de género de la sede de España publicó el informe 50 aniversario desde una visión feminista.Conoce toda la historia, visibilizando las historias de las mujeres fundadoras de la organización: Dorothy Stowe, Zoe Hunter, Dorothy Metcalfe y Marie Bohlen.